# Timothy Treadwell
Timothy Treadwell (* 29. April 1957 als Timothy Dexter auf Long Island, New York; † 5. Oktober 2003 im Katmai-Nationalpark, Alaska) war ein US-amerikanischer Tierfilmer und radikaler Tierschützer, der sein Leben den Grizzlybären widmete und die Vereinigung Grizzly People gründete. Er und seine Freundin Amie Huguenard (1965–2003) wurden bei seiner letzten Expedition von einem 28-jährigen Braunbären getötet. Treadwells Leben, Werk und Tod sind Gegenstand von Werner Herzogs Dokumentarfilm Grizzly Man (2005).

## Leben

### Herkunft und Studium
Treadwell (damals Dexter) war das dritte von fünf Kindern einer mittelständischen New Yorker Familie, konnte gut mit Kindern und Tieren umgehen und war ein mittelmäßiger, nicht allzu braver Schüler (er selbst schreibt, dass er dem Alkohol zuneigte und einmal auch den Wagen der Eltern zu Schrott fuhr). Der sportliche und gut aussehende „all-American boy“ gewann ein Stipendium der Bradley University in Illinois, wo er als Kunstspringer erfolgreich war, allerdings nach Aussage seiner Eltern auch mit Cannabis in Kontakt kam. Als er nach einer Rückenverletzung das Stipendium verlor, brach er im dritten Jahr sein Studium ab, kehrte heim und jobbte zunächst als Rettungsschwimmer auf Long Island.
Über Treadwells Leben weiß man vieles durch seine eigenen Mitteilungen, die jedoch nicht unbedingt zuverlässig sind. Von seiner Vergangenheit versuchte er sich später so vollkommen zu trennen, dass er sich zunächst als Brite, später als Australier aus dem Outback und als Vollwaise ausgab. Er beschaffte sich sogar Informationen zu seinem vorgeblichen Herkunftsort. Gelegentlich sprach er mit englischem oder mit australischem Akzent.

### Kalifornien
Mit etwa 20 Jahren zog er nach Kalifornien, nahm den Künstlernamen Treadwell an und versuchte sich erfolglos als Schauspieler. Sein Vater erwähnt im Interview, dass Timothy in der Kuppelshow Love Connection auftrat „und sonst auch noch irgendwo“ und dass er zu Probeaufnahmen für die Rolle des Woody Boyd in der Sitcom Cheers eingeladen war, die zu seiner großen Enttäuschung jedoch mit Woody Harrelson besetzt wurde. Der junge Mann war allerdings kein Kind von Traurigkeit, passte in die Party-, Surf- und Punkszene Malibus, arbeitete daneben aber in durchaus renommierten Lokalen als Barkeeper oder Kellner. Als Kollegin lernte er dabei die spätere Freundin und Mitarbeiterin Jewel Palovak kennen.

### Alaska

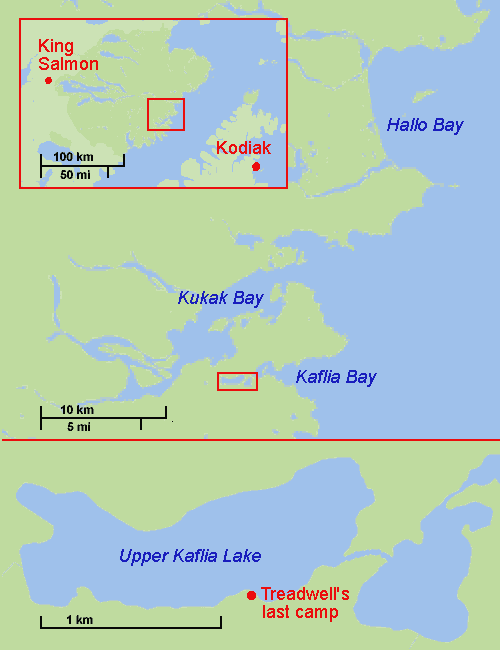
Hallo Bay bis Kaflia Bay.

Die erste Reise nach Alaska unternahm Treadwell 1989 auf Empfehlung seines Freundes Terry Tabor, der ihn nach einer Überdosis einer Mischung aus Kokain und Heroin ins Krankenhaus gebracht und damit gerettet hatte. Allein auf einem gebrauchten Motorrad mit Zelt und billigem Fotoapparat unterwegs, hatte er am Chitina River die erste Begegnung mit Grizzlys. Er verliebte sich geradezu in diese Bären und beschloss, ihren Schutz zu seinem Lebensinhalt zu machen. Später erklärte er, letztlich hätten sie ihn von seiner Sucht geheilt, weil er genötigt war, sich zwischen der selbstauferlegten Mission und der Droge zu entscheiden.
Ab 1990 verbrachte er die Sommermonate in Alaska; zunächst auf Kodiak Island, dann im Katmai-Nationalpark an der Küste zwischen der Hallo Bay, wo er sich im Frühsommer in einem offenen Grasland aufhielt, das er Grizzly Sanctuary (Grizzly-Refugium) nannte, und dem Grizzly Maze (Grizzlylabyrinth), das er stets gegen Ende seines Aufenthalts aufsuchte, weil es zu dieser Zeit dicht von Bären bevölkert war, die am Ablauf des Oberen Kafliasees Lachse fischten, um sich für den Winter fettzufressen.
1991 gründeten er und Jewel Palovak die Organisation Grizzly People, die sich für den Schutz der Bären und für die Erhaltung ihres Lebensraumes einsetzt. Im Winter arbeitete er weiterhin zeitweise im Gastgewerbe, doch hielt er mit seinem Bildmaterial auch Vorträge, beispielsweise in Schulen, und soweit bekannt stets unentgeltlich. 1994 erschien im People Magazine (Auflage 3,4 Mio.) ein Bildbericht über ihn; ab 1995 wirkte er an TV-Berichten über Grizzlys mit, und ab 1998 war er mit eigener Videoausrüstung unterwegs.
Häufige Auftritte in Talkshows und sein 1997 erschienenes Buch Among Grizzlies (Koautorin: Palovak) machten ihn einer breiten Öffentlichkeit bekannt. Am 20. Februar 2001 war er in David Lettermans Late Show zu Gast. Auf die Frage von David Letterman, ob man je in der Zeitung lesen werde, dass er von einem Bären gefressen wurde, antwortete er „Nein.“ Dennoch kalkulierte er die Möglichkeit ein. Er verabschiedete sich von Freunden oft mit den Worten: „Und wenn ich nicht wiederkomme, dann soll es das eben gewesen sein.“ Inständig bat er sie, keine Rettungsmannschaften loszuschicken, weil sie ja die womöglich beteiligten Bären töten würden.

## Tod

### Die letzten Tage
Bei seiner Alaska-Expedition im Jahr 2003 wurde Treadwell von seiner Freundin Amie Huguenard (* 23. Oktober 1965) begleitet. Die Arzthelferin aus Aurora (Colorado) hatte auch schon in den beiden vorigen Jahren mehrere Wochen mit Treadwell in Alaska verbracht. Wie üblich brach Treadwell sein Camp Ende September ab, diesmal am 26. September. Weil sich aber in Kodiak ein Problem mit den Rückflugtickets nach Kalifornien ergab, kehrten er und Amie Huguenard am 29. September „für ein paar Tage“ ins Reservat zurück. In seinem Tagebuch notierte Treadwell, er hasse die Zivilisation. Am 4. oder 5. Oktober kontaktierte er per Satellitentelefon Palovak und den Buschpiloten Willy Fulton, mit dem er die Abholung für den 6. Oktober, 14:00 Uhr vereinbarte. Treadwell wählte seinen Campingplatz in der Nähe eines Lachsstroms, wo Grizzlys im Herbst gewöhnlich auf Nahrungssuche gehen. Zu dieser Zeit kämpfen Bären, um so viel Fett wie möglich vor dem Winter zu gewinnen; eine begrenzte Nahrungsversorgung macht die Bären naturgemäß aggressiver als in anderen Monaten. Die Nahrungsknappheit führte dazu, dass sich auch Bären von anderen Teilen des Parks in dem Bereich bewegten, was die Bären noch aggressiver als üblich machte, zumal diese Treadwell nicht kannten.
Einige der letzten Aufnahmen von Treadwell, Stunden vor seinem Tod aufgenommen, zeigen einen Bären, der immer wieder für ein Stück toten Lachses in den Fluss taucht. Treadwell erwähnt in seiner Aufnahme, dass er ein ungutes Gefühl bei diesem speziellen Bären habe. In Grizzly Man postuliert Herzog, dass Treadwell hier womöglich den Bären gefilmt hat, der ihn schließlich tötete.

### Die letzten Minuten
Treadwell dokumentierte auch den eigenen Tod: Man fand seine Kamera eingeschaltet, aber mit dem Deckel auf dem Objektiv. Vermutlich hatte Amie Huguenard das Band auf Treadwells Geheiß eingeschaltet, als dieser sich außerhalb des Zelts befand, aber in der Aufregung vergessen, den Objektivdeckel abzunehmen. Treadwell trug sein Funkmikrofon. Die Audioaufnahme beginnt am 5. Oktober um 13:58 Uhr und dauert rund sechs Minuten, bis zum Ende des Bandes. 
Gemäß den Schilderungen beginnt die Aufnahme, die starke Hintergrundgeräusche aufweist, mit Regen- und Windgeräuschen. Dann fragt Huguenard „Ist er noch da?“, später hört man Treadwell rufen: „Komm raus, er bringt mich um!“ Es folgt das Geräusch des Reißverschlusses am Zelteingang, man hört Huguenards Versuch, den Bären durch Schreie zu vertreiben, und ihr zweimaliges „Stell dich tot!“ – eine oft empfohlene Methode, Bärenattacken im letzten Moment abzuwehren, da der Bär sich dann nicht mehr bedroht fühle. Das könnte auch diesmal für kurze Zeit geholfen haben, denn es folgt ein kurzer Wortwechsel, ob „er jetzt weg“ sei.
Angenommen wird, dass Huguenard bei Treadwell war, um ihn zu verarzten, aber der Bär wiederkam und Huguenard daraufhin zurückwich. Treadwell schreit dann „Schlag auf ihn ein“, gefolgt vom Geräusch der Bratpfanne, zusammen mit Huguenards Geschrei, um den Bären erneut zu vertreiben, woraufhin der Bär Treadwell am Oberschenkel fortgeschleppt haben könnte, um die Beute ungestört zu verzehren. Treadwell musste jetzt begriffen haben, dass er nicht mehr zu retten war, und schrie Huguenard an, wegzugehen oder wegzulaufen. Huguenards letzte aufgezeichnete Schreie beschreibt Herzog als markerschütternd. Vom Bär selbst ist die ganze Zeit über nahezu nichts zu hören.
Abgehört wurde die relevante Stelle des Bandes zumindest von der polizeilichen Untersuchungskommission, später von Nick Jans und von Werner Herzog.

### Entdeckung des Vorfalls

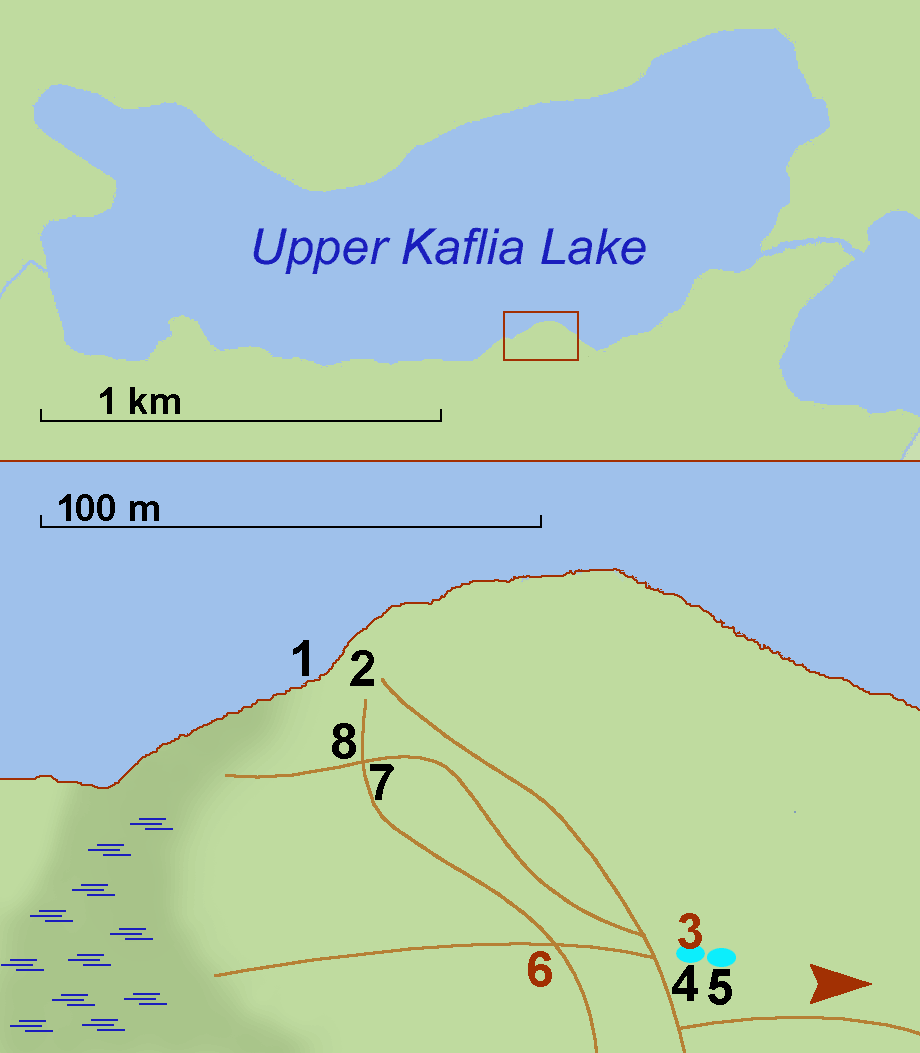
Letztes Camp: Zelt für Personen (4), Zelt für Material (5). Überreste von Treadwell (6) und seiner Freundin Amie (3), erschossene Bären (7, 8).

Als Fulton wie abgemacht eintraf, fand er kein für den Rückflug vorbereitetes Gepäck, sah aber bei der Suche vom Flugzeug aus einen großen Bären, der offenbar von einem menschlichen Leichnam fraß und sich nicht verjagen ließ (er schildert, dass er im Tiefflug erfolglos mehrfach über ihn hinweggezogen sei). Er meldete dies per Funk seiner Firma und wurde angewiesen, vor Ort auf die Rettungsmannschaften zu warten – zu diesem Zeitpunkt hoffte man, dass eine Person überlebt haben könnte. Alarmiert wurden die Alaska State Troopers, d. h. die Polizei, in Kodiak und der Park Service in King Salmon, jeweils etwa eine Flugstunde entfernt. Da die optimale Anlandestelle, rund hundert Meter vom Camp, nur Platz für ein Wasserflugzeug bot, machte Fulton seine de Havilland Beaver auf der gegenüberliegenden Seite des Sees fest. 
Um 16:26 Uhr trafen zwei Ranger vor Ort ein. Fulton wurde von der Cessna 206 des Park Service abgeholt und führte die Gruppe auf einem Bärenpfad im Gänsemarsch zum Camp. Pilot Allen Gilliland, Ex-Polizist und erfahrener Jäger, hatte sich angeschlossen, da die kurz danach eintreffenden beiden Polizisten weiter entfernt anlanden und erst noch einige hundert Meter Erlengestrüpp überwinden mussten. Anders als Fulton waren die drei Ankömmlinge bewaffnet, nämlich mit zwei Remington 870 Repetierflinten und einem Smith & Wesson Revolver Kaliber .40. Als ein großer Bär in rund sechs Metern Entfernung auftauchte und sich nicht durch Schreien vertreiben ließ, sondern noch näher kam, musste er getötet werden. Von den binnen Sekunden abgegebenen 21 gezielten Schüssen (11 aus der Pistole, je fünf aus den Pumpguns) trafen 19. Der Bär, anschließend identifiziert als der etwa 28-jährige bereits 1990 registrierte „Bär 141“, hatte sich bis auf 4 Meter genähert. Die Polizisten, die noch ohne Sichtkontakt zur ersten Gruppe waren, hielten den Lärm für Knallkörper, die ebenfalls zum Vertreiben von Bären genutzt werden. Ein zweiter, größerer Bär konnte durch Schreie vertrieben werden.
Im Camp fand die Spitzengruppe beide Zelte zwar zusammengebrochen oder niedergetreten, aber unbeschädigt und ohne Blutspuren. Der Eingang des Schlafzelts stand offen, im Vorzelt waren die Schuhe ordentlich abgelegt, angebrochene Verpflegung war nicht von Tieren berührt. Das Paar war möglicherweise beim Mittagsimbiss überrascht worden.
Unmittelbar vor dem Zelt fand man jedoch menschliche Überreste. Beim folgenden Absuchen der Umgebung wurden zuerst, rund dreißig Meter vom Zelt entfernt, Reste von Treadwell entdeckt: der Kopf, daran ein Stück Wirbelsäule und ein Teil einer Schulter sowie beide Unterarme. Nur zwei Meter vom Zelt wurden zuletzt Huguenards Reste gefunden, die ein Bär vergraben hatte.
Beim Abtransport der Leichenteile und der Ausrüstung kam es zu einer dritten Begegnung mit einem Bären, der trotz Geschreis und Warnschuss weiter auf die Männer zuging und daher aus nächster Nähe ebenfalls getötet wurde. Hinterher stellte sich heraus, dass der Dreijährige vermutlich bloß neugierig gewesen war.
Wegen des Regens und der inzwischen einbrechenden Dunkelheit wurde die Obduktion der Bären vertagt, doch herrschte tags darauf kein Flugwetter. Am 8. Oktober wurden im Verdauungstrakt von Bär 141 Leichenteile und Fetzen der Kleidung gefunden und in vier Säcken abtransportiert. Zu diesem Zeitpunkt war der getötete Jungbär bereits aufgefressen worden, so dass er nicht mehr untersucht werden konnte.
Die Überreste von Treadwell und Huguenard wurden verbrannt. Treadwells Asche wurde im Nationalpark verstreut, Huguenards Asche wurde Angehörigen übergeben. Am 29. Oktober 2003 sagte ein Sprecher der Alaska State Troopers, man habe Treadwells gesamte Hinterlassenschaft den Grizzly People übergeben.

## Kritik
Treadwell selbst stellte sich immer wieder als „einsamer und einziger“ Beschützer der Bären dar und glaubte gewiss an seine Sendung. Sein Verhalten gegenüber den Bären wird jedoch von allen Wildtier-Experten kritisiert, weil er grundlegende Regeln im Umgang mit den Tieren grob fahrlässig missachtete, beispielsweise die in Nationalparks gültige „50/100-Regel“: Besucher haben sich von männlichen Bären mindestens 50 Yards, von Weibchen mit Jungtieren 100 Yards fernzuhalten. Treadwell hingegen berührte Jungtiere und beschreibt selbst, wie er vom jungen „Peanuts“ so entzückt war, dass er ihn auf die Schnauze küsste. Sein lebendes Maskottchen, den ihn jahrelang begleitenden Fuchs Timmy, habe er nach Meinung der Fachleute angefüttert – für Feldforscher ein absolutes Tabu.
Schusswaffen waren in Nationalparks bis 2010 verboten. Erlaubt war Bärenspray, ein spezielles Pfefferspray zur Abwehr von Bären, das etwa 10 Meter weit versprüht werden kann. Treadwell wollte jedoch kein Bärenspray mitführen und sicherte sein Camp auch nicht mit einem elektrischen Weidezaun ab, was die Parkverwaltung beunruhigte. Wegen verbotenen Verhaltens oder Beschwerden wurde er mindestens sechsmal aktenkundig; sogar ein Betretungsverbot wurde erwogen. Deb Liggett, Leiterin des Park Service, die Treadwell persönlich angesprochen hatte, äußerte einmal gegenüber der Presse, Treadwell beschäftige sie mehr als die Bären. Andererseits schätzte man die Werbewirksamkeit von Treadwells Auftritten. Naturfilmer beschwerten sich, gegenüber Treadwell benachteiligt zu werden.
Nachdem der Park Service 1997 die Regel eingeführt hatte, dass Camps nach längstens einer Woche um mindestens eine Meile verlegt werden müssen, begann Treadwell seine Camps zu tarnen. Dass er die Bären verniedlichte, ihnen Kosenamen gab und Lieder vorsang, wurde als bedenklich naiv, von Herzog als krankhaft bemängelt, kam aber bei seinem Hauptpublikum, den Schulkindern, bestens an. Sogar als Berater für den Disney-Zeichentrickfilm Bärenbrüder war er im Gespräch. In das Bild passt, dass Treadwell seinem Filmpublikum auch den Teddybär, der ihn auf seinen Expeditionen „begleitete“, vorstellt.
Kritiker seines Anspruchs als „Verteidiger der Grizzlys“ wenden nicht bloß ein, dass weder der Bestand im von Treadwell „bewachten“ Gebiet gefährdet noch die von ihm oft beschworene Wilderei dort ein Thema sei (der Biologe Larry Van Daele spricht sich sogar für geregelten Abschuss aus), sondern vor allem, dass der Exzentriker nicht bloß den eigenen Tod, sondern auch den seiner Freundin und zweier Bären provoziert und so der von ihm angestrebten Sache letztlich geschadet habe. Dass er so lange überlebt habe, sei nicht auf sein Einfühlungsvermögen, sondern auf die besondere Gutmütigkeit der Bären an der Katmai-Küste zurückzuführen. Kommentatoren sind sich auch einig, dass Treadwells „Forschungsarbeiten“ keinerlei neue Erkenntnisse gebracht hätten. Er habe seine Aufenthalte eher zur Selbstfindung und -inszenierung genutzt, gleichsam an einem Film „Der wunderbare Mr. Treadwell“ gearbeitet. Seine immer wiederkehrenden Warnungen vor Nachahmung klängen nach „einem Vater, der den Sohn vor dem Rauchen warne, während an seinen Lippen die Zigarette hänge“.
Gegenüber Besuchern des Nationalparks, die ihm und „seinen“ Bären nahe kamen, habe er sich oft wie ein aggressiv grollender Bär benommen, wird berichtet. Dass jegliche Besuche ihn zutiefst entrüsteten, ist auch durch Treadwells selbstgedrehtes Material dokumentiert. Herzog zeigt die betreffenden Clips als Indiz für gelegentlichen Verfolgungswahn.
Nick Jans, Autor von The Grizzly Maze, der damit sowohl Treadwells Anhänger wie auch seine Gegner verärgerte, kritisiert Herzogs Film und unterstellt, die Auswahl des Archivmaterials sei mehr darauf abgezielt, einen (reißerischen) erfolgreichen Film zu produzieren, als der charismatischen porträtierten Person gerecht zu werden.
Jans nennt Treadwell „wrong-headed but very right-hearted“, was in etwa mit „auf dem falschen Weg, aber mit dem Herz am rechten Fleck“ übersetzt werden kann.

## Filme
- Grizzly Man (2005), Filmdokumentation von Werner Herzog (auch auf DVD und Blu-ray Disc). Herzog verwendete Treadwells Archivmaterial sowie Interviews mit Fachleuten und mit Personen aus Treadwells Umgebung.
- The Grizzly Man Diaries, Serie von acht 30-minütigen Folgen, zusammengestellt aus Treadwells Material, ausgestrahlt von Animal Planet ab dem 29. August 2008.[15]